# Богданская сельская община
Богданская сельская общи́на (укр. Богданська сільська громада) — территориальная община в Раховском районе Закарпатской области Украины.
Административный центр — село Богдан.
Население составляет 10 584 человека. Площадь — 491,4 км².

## Населённые пункты
В состав общины входит 6 сёл:
- Богдан
- Бребоя
- Выдричка
- Луги
- Говерла
- Ростоки